# Horodnytsia
Horodnytsia (ucraniano: Городни́ца) es un sélyshche de Ucrania perteneciente al raión de Zviáhel en la óblast de Zhytómyr.
En 2018, el asentamiento tenía una población de 5340 habitantes. Es sede de un municipio que abarca, además de Horodnytsia, doce pueblos, con una población municipal total de unos ocho mil habitantes. El municipio se formó en 2016 mediante la fusión del hasta entonces ayuntamiento urbano de Horodnytsia (que no tenía pedanías) con los vecinos consejos rurales de Klenová, Luchytsia y Chervona Volia, a los que se añadió en 2018 el de Brónytska Huta. Además de estas cinco localidades, pertenecen al actual municipio otras ocho: Brónytsia, Dubnyky, Lypyné, Anastasivka, Malá Anastásivka, Perélisok, Perelisianka y Pryjid.
Se ubica unos 30 km al noroeste de la capital distrital Zviáhel, junto al límite con la óblast de Rivne. Por el casco urbano fluye el río Sluch.

## Historia
Fue fundado en el siglo XIV como un pueblo fortificado en las tierras del monasterio que la Orden de Predicadores tenía en Lutsk. Con el paso del tiempo, se formó un señorío que estuvo en manos de diversas familias nobles. Se desarrolló notablemente a partir de 1799, cuando se abrió aquí una fábrica de porcelana. En la segunda mitad del siglo XIX, la fábrica hizo que Horodnytsia alcanzase el estatus de miasteczko, sede de su propia vólost en el uyezd de Novohrad-Volinski de la gobernación de Volinia. La RSS de Ucrania le dio en 1926 el estatus de capital de su propio raión (que perdió en 1957) y en 1938 el de asentamiento de tipo urbano.